# Корменвил
Корменвил (фр. Cormainville) насеље је и општина у централној Француској у региону Центар (регион), у департману Ер и Лоар која припада префектури Шатоден.
По подацима из 2011. године у општини је живело 236 становника, а густина насељености је износила 13,24 становника/km². Општина се простире на површини од 17,83 km². Налази се на средњој надморској висини од 139 метара (максималној 138 m, а минималној 113 m).

## Демографија
| 1962. | 1968. | 1975. | 1982. | 1990. | 1999. | 2011. |
| ----- | ----- | ----- | ----- | ----- | ----- | ----- |
| 285   | 312   | 290   | 219   | 185   | 192   | 236   |

График промене броја становника у току последњих година